# Дангуба (лист)
Дангуба је лист за забаву и шалу који је излазио 1868. године у Београду.

## Историјат
Дангуба је лист о коме се мало писало. Коста Н. Христић је један од оних који су га се сећали и који је писао да су студенти Велике школе читали шаљиве листове и да је један од њих био Дангуба.
Овај лист је имао несрећан крај. За време бугарске окупације Алексинца 1913. године лист је склоњен у подрум да би га тако сачували од окупатора који је палио књиге. Но, у подруму су овај лист – „појели мишеви“.
Подаци у библиографијама казују да се поједини примерци налазе у Сарајеву у тамошњој библиотеци.

### Изглед листа
Лист је био димензија: 23cm

### Тематика
- Досетке
- Шале
- Анегдоте

### Периодичност излажења
Лист је излазио недељно, и изашло је само неколико бројева.

### Место и година издавања
Београд, 1868. 

### Штампарија
Лист је штампан у Државној штампарији.

## Уредник
Лист је издавао и уређивао Јован Балугџић.